# Polícia Civil do Estado do Rio de Janeiro
A Polícia Civil do Estado do Rio de Janeiro (PCERJ) é a força de segurança pública do Poder Executivo do Estado do Rio de Janeiro a qual, respondendo pela preservação da ordem pública e da incolumidade das pessoas e do patrimônio à luz do Art. 144 da Constituição Federal, impende o exercício das funções de Polícia Judiciária e a apuração das infrações penais (ressalvadas as militares) de suas circunscrições.
Desde janeiro de 2019, à PCERJ, é conferida força de Secretaria de Estado e subordinação direta ao Governo do Estado.

## Histórico

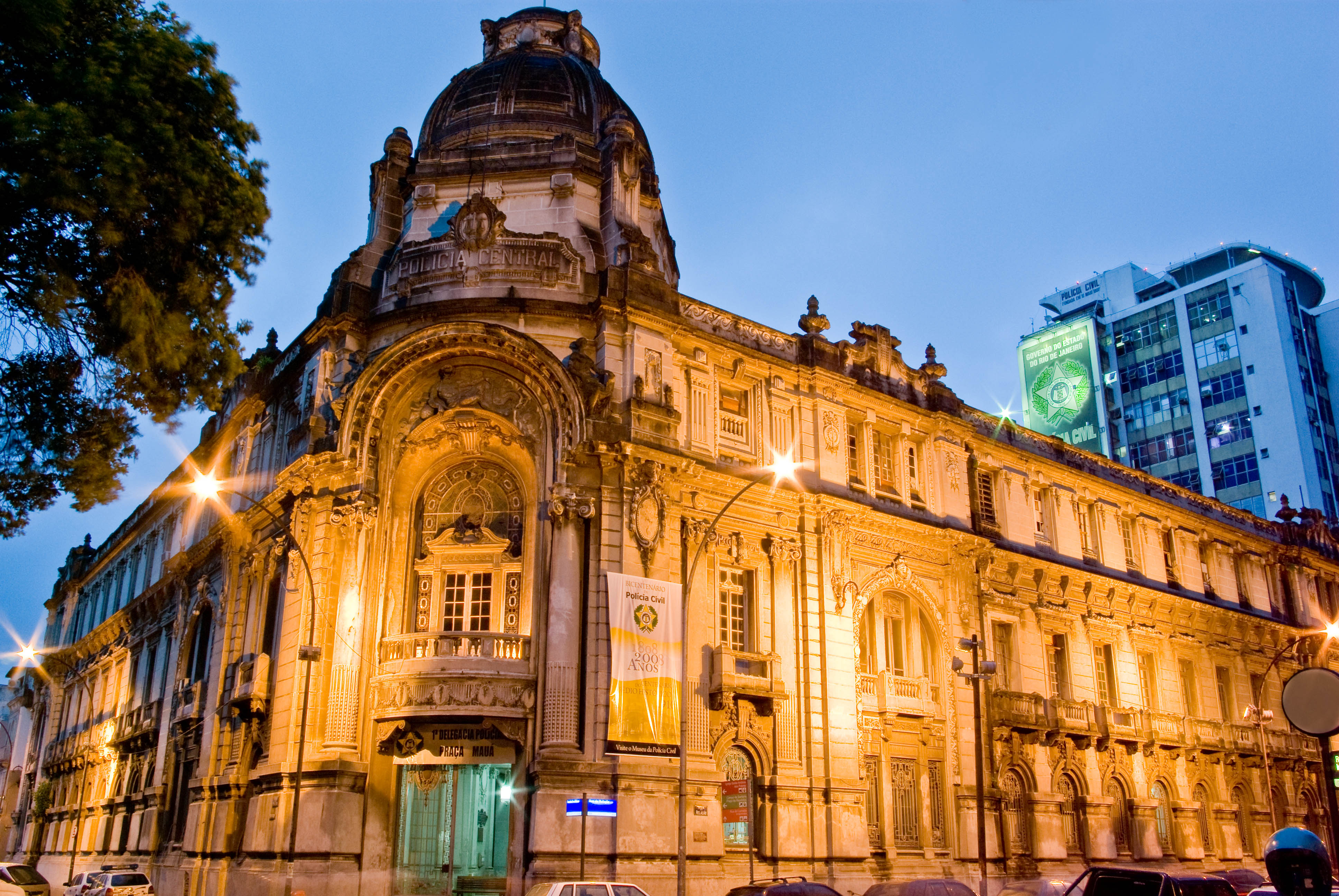
Prédio Histórico da Polícia Civil do Rio de Janeiro (1910)

- Prédio Histórico da Polícia Civil do Rio de Janeiro (1910)Fundada em 1º de março de 1565, a Cidade do Rio de Janeiro, já no ano seguinte, contou com o seu primeiro funcionário policial quando foi nomeado o alcaide-pequeno e carcereiro da cidade, Francisco Fernandes.
- 1603 - as incipientes funções policiais e judiciárias passaram a ser regidas pelas Ordenações Filipinas, surgindo em 1619 a Ouvidoria-Geral do Rio de Janeiro, competindo-lhe, além da administração da justiça, eleger os juízes ordinários ou da terra, examinar prisões e abrir devassas (inquéritos). Exerciam a atividade policial os alcaides, funcionários encarregados de reprimir as infrações penais, investigando e efetuando prisões, sempre acompanhados de um escrivão, que do ocorrido lavrava um auto, caracterizando-se como os primeiros agentes de polícia judiciária. São, também, desse período os quadrilheiros, moradores da cidade encarregados do seu policiamento, por quarteirões ou quadras, daí o nome que receberam.

- 1808 - com a transferência da família real portuguesa para o Brasil, a policia começou a regularizar-se, ter estrutura e assumir papel social importante. Em 10 de maio daquele ano instalou-se na cidade do Rio de Janeiro a Intendência Geral de Polícia da Corte e do Estado do Brasil, centralizando as atribuições policiais da competência do Ouvidor-Geral, dos alcaides, dos quadrilheiros e outros. O primeiro Intendente-Geral foi o Conselheiro Paulo Fernandes Viana, que passou a organizar a administração policial nos moldes da de Lisboa. Pelo aviso de 22 de junho, do mesmo ano, foi instituída a Secretaria de Polícia, primeira estrutura administrativa da Polícia Civil, que além da missão própria de polícia, ficou encarregada da fiscalização de diversões públicas, matrícula de veículos e embarcações, emissão de passaportes etc.

- 1841 - durante o período Imperial, nova importante reorganização modificou a feição do aparelho policial. Criou-se a figura do Chefe de Polícia para o Município da Corte do Rio de Janeiro (já separada da província do Rio de Janeiro) e para as Províncias (atuais Estados) e a divisão policial em distritos, sob a chefia de delegados e subdelegados. A instituição do Inquérito Policial (Lei nº 2.033, de 20 de setembro de 1871), moderna concepção da apuração das infrações penais e sua autoria, singularizou este período da história da polícia.

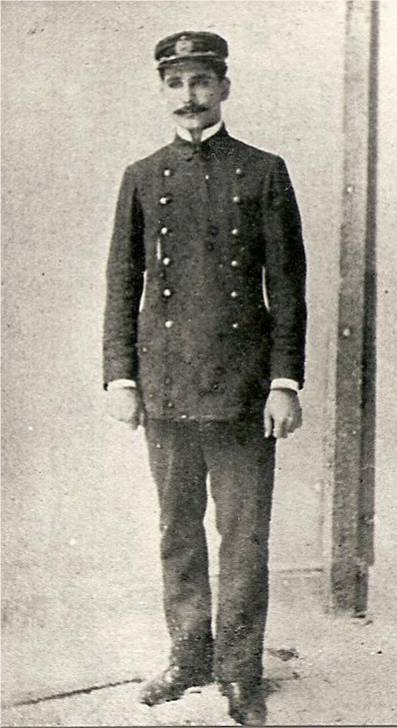
O Guarda Civil de 1904.

- O Guarda Civil de 1904.Proclamada a República em 15 de novembro de 1889, a Cidade do Rio de Janeiro, ex-capital do Império, passou a denominar-se Distrito Federal. A Lei n° 947 de 1902, autorizou o governo a criar a Polícia Civil do Distrito Federal. Esta Lei e outras complementares, além de darem à polícia a sua primeira grande estrutura, influenciaram todas as reorganizações posteriores.
- 1944 - a Polícia Civil do Distrito Federal passa a denominar-se Departamento Federal de Segurança Pública (DFSP),[3] artifício legal para poder estender as suas atribuições a todo o território nacional, no tocante à polícia marítima e de fronteiras e à polícia política e social.[3] Entretanto, permanecendo a mesma instituição continuou a exercer, com prioridade, a polícia judiciária e demais serviços de segurança pública no território do Distrito Federal.

Entre as inovações iniciais do período republicano, destacam-se a polícia de carreira, o concurso público, o desenvolvimento da polícia técnica (perícias), a criação da Escola de Polícia em 1912 e a organização da Guarda Civil do Distrito Federal em 1904, corporação de policiais uniformizados que faziam o policiamento da Cidade do Rio de Janeiro.
- 1960 - com a criação do estado da Guanabara, em decorrência da mudança da capital federal para Brasília, a Polícia Civil do Estado da Guanabara, agora na esfera da administração estadual, passa a integrar a estrutura da Secretaria de Segurança Pública. A reorganização da força policial copiou a anterior e manteve o padrão de eficiência com o aproveitamento de quase a totalidade do efetivo.
- 1975 - a fusão do Estado da Guanabara com o Estado do Rio de Janeiro, ensejou a união das polícias civis de ambos, com considerável aumento da área de atuação territorial e a adoção do nome de Polícia Civil do Estado do Rio de Janeiro. Na década de 1980, no governo de Leonel Brizola, conferiu-se autonomia à instituição, com a criação da Secretaria de Estado da Polícia Civil, extinta em 1995. Nesse ano, foram reunidos os órgãos da segurança pública sob a direção da nova Secretaria de Estado de Segurança Pública, entre eles, a PCERJ.[5]

## Órgãos Principais

### Estrutura[6]
Chefia de Polícia
Conselho de Polícia
Órgãos de Assessoramento Direto do Chefe de Polícia
- Gabinete do Chefe de Polícia
- Assessoria Jurídica

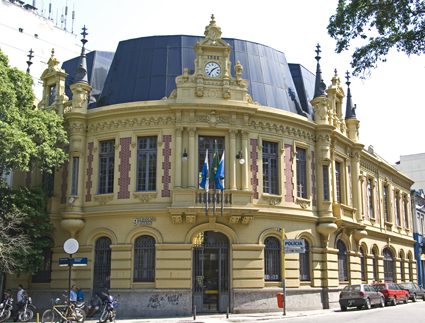
9ª Delegacia Policial (Catete) - inaugurada em 1908.

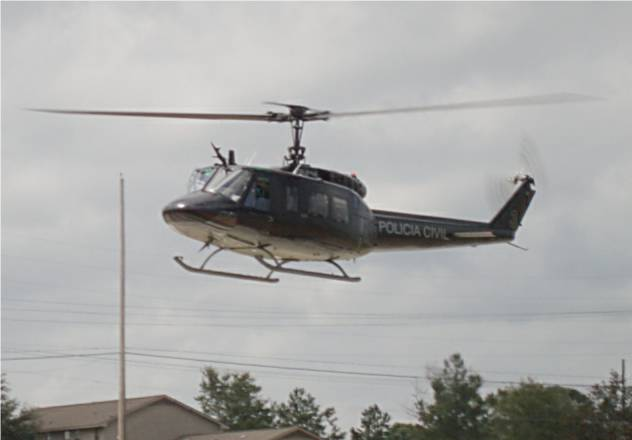
O Bell Huey II.

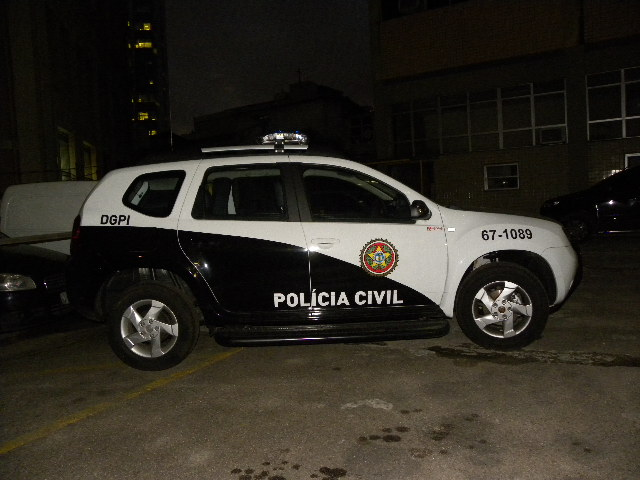
Viatura do tipo "patrulheiro" (2014)

- Assessoria Técnico-Administrativa
- Assessoria Geral de Planejamento
- Assessoria de Inteligência Policial
- Assessoria de Comunicação Social

Órgão de Correição e Fiscalização
- Corregedoria Geral da Polícia Civil

Subchefia Administrativa da Polícia Civil
Órgãos Colegiados
- Comissão Permanente de Licitação
- Comissão de Controle e Fiscalização de Contratos

Órgão de Formação e Treinamento Profissional
- Academia Estadual de Polícia Silvio Terra

Órgãos de Apoio Administrativo
- Departamento Geral de Administração e Finanças
- Departamento Geral de Recursos Humanos 
  - Secretaria Executiva da Comissão de Promoções
- Departamento Geral de Tecnologia da Informação e Telecomunicações

Órgão de Natureza Cultural
- Museu da Polícia Civil

Órgão de Apoio à Saúde
- Hospital da Polícia Civil José da Costa Moreira

Órgãos da Polícia Científica
- Departamento Geral de Polícia Técnico-Científica 
  - Instituto de Identificação Felix Pacheco - IIFP
  - Instituto Médico-Legal Afrânio Peixoto - IMLAP
  - Instituto de Criminalística Carlos Eboli - ICCE

Subchefia Operacional da Polícia Civil

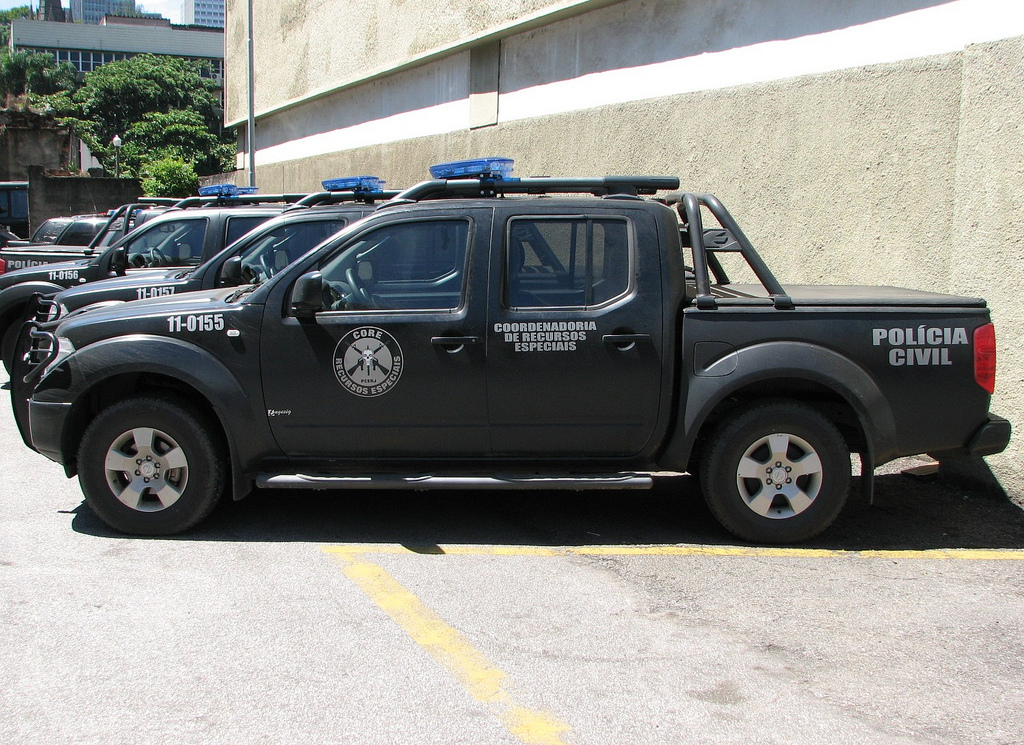
Viatura da CORE.

- Coordenadoria de Recursos Especiais - CORE

- Coordenadoria de Combate à Corrupção e Lavagem de Dinheiro
- Coordenadoria de Comunicações da Polícia Civil - CECOPOL
- Coordenadoria de Fiscalização de Armas e Explosivos
- Coordenadoria das Delegacias de Acervo Cartorário
  - Delegacias de Acervo Cartorário
- Departamento Geral de Polícia Especializada
  - Divisões Especializadas
  - Delegacias Especializadas
- Departamento Geral de Polícia da Capital 
  - Delegacias Policiais
- Departamento Geral de Polícia da Baixada Fluminense 
  - Delegacias Policiais
- Departamento Geral de Polícia do Interior 
  - Coordenadorias Regionais de Polícia do Interior
  - Delegacias Policiais

## Delegacia Legal

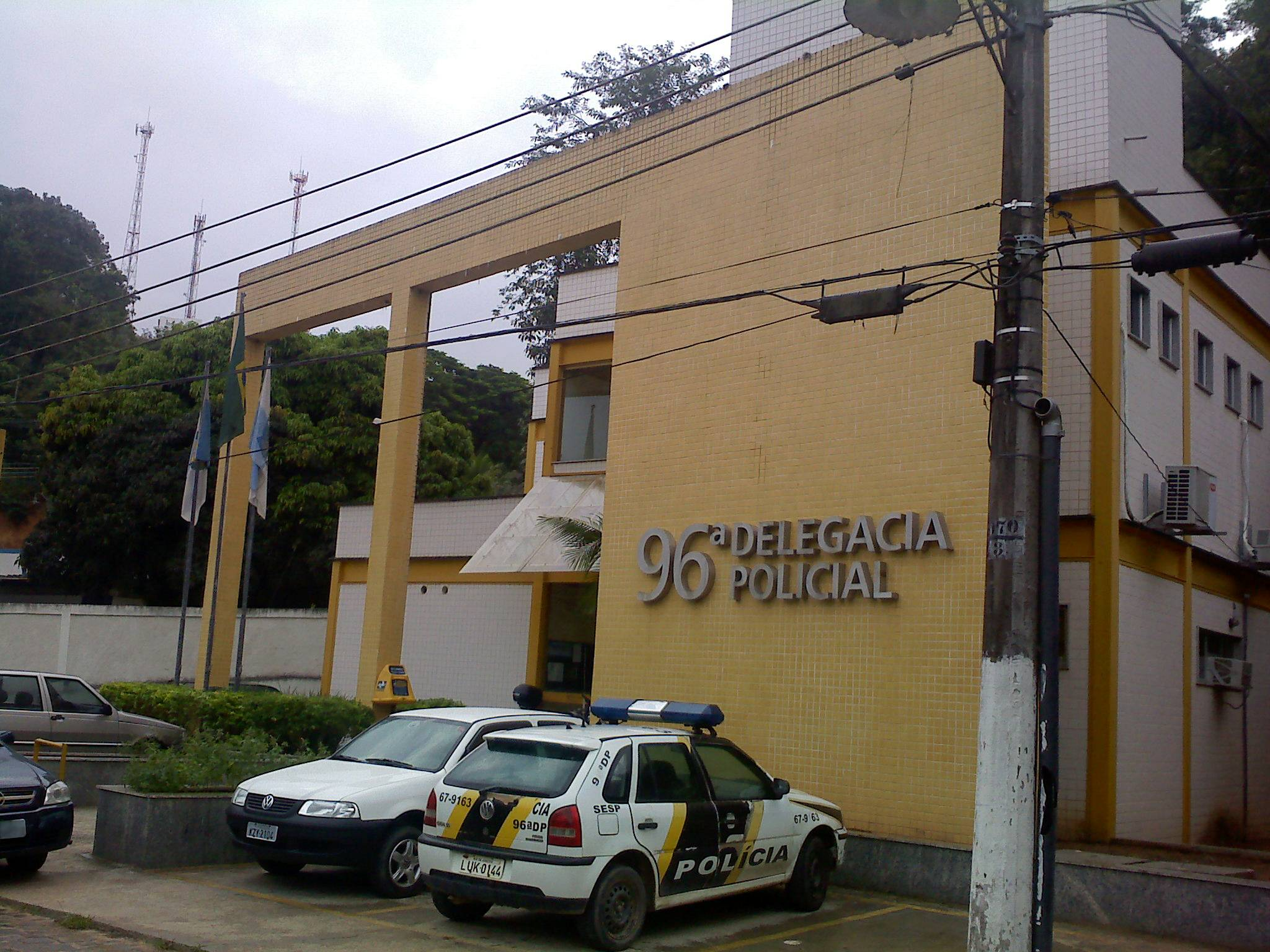
Arquitetura padrão das chamadas delegacias legais.

É um programa de informatização e modernização das unidades da Polícia Civil do Estado do Rio de Janeiro. Compreende a padronização dos registros de ocorrência (RO) e procedimentos decorrentes, com o controle centralizado e utilização de um banco de dados central.  O nome “legal” decorre da supressão das carceragens das delegacias policiais, prática antes tolerada em decorrência das deficiências do complexo penitenciário, mas ilegal.  A reforma das delegacias para a implantação do sistema exigiu novo visual arquitetônico, externo e interno, instalação de ar condicionado central e nova divisão dos espaços para as diversas aplicações. A adaptação das equipes policiais à informatização exigiu a realização de cursos específicos na Acadepol e como forma de incentivo remuneratório foi criada a “gratificação de Delegacia Legal”.

## Símbolos institucionais
A bandeira e o brasão são projetos de Cyro Advincula da Silva, aprovados pelo Governador Moreira Franco através do Decreto nº 10 891, de 22/12/1987, que criou a Bandeira da Polícia Civil do Estado do Rio de Janeiro.
A bandeira é constituída de campo da cor azul-celeste cortado, transversalmente, por uma larga faixa de cor branca com o brasão de armas  ao centro da faixa e da bandeira.
O artigo 2º, do referido Decreto, assim descreve o brasão da instituição:

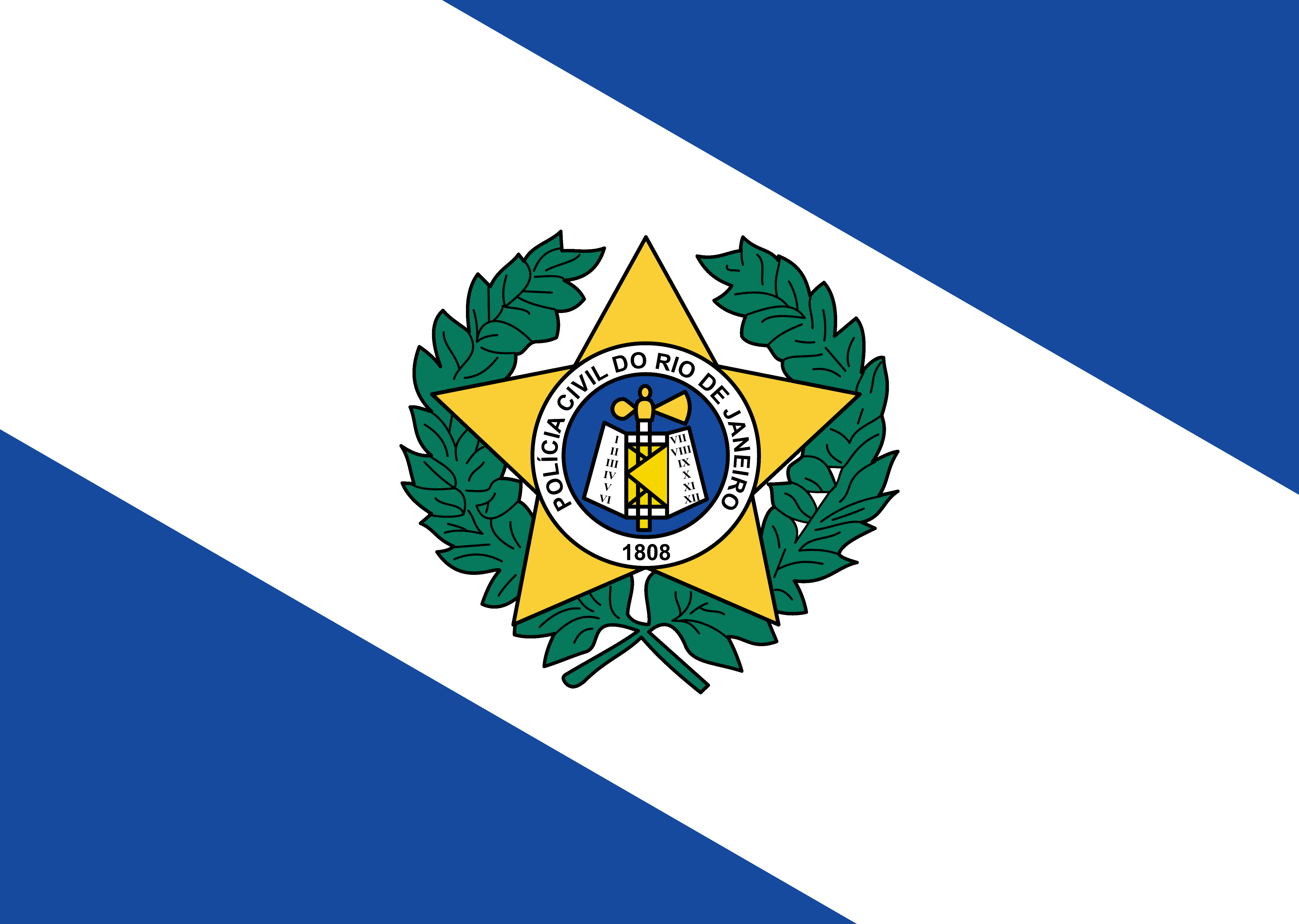
Bandeira da Polícia Civil

I - Escudo redondo, constituído em campo azul-celeste, contendo duas tábuas brancas, abertas, representando a Lei das Doze Tábuas, que têm em sua parte central, superposto, um fasces de ouro;
II - Circundando o escudo, uma faixa branca com a inscrição, em letras azuis, "POLÍCIA CIVIL DO RIO DE JANEIRO" e a data "1808", relativa à criação da Instituição;

III - O escudo ficará pousado numa estrela de ouro de cinco pontas, assentada sobre uma coroa de louros da própria cor. 

O Hino, “A Gloriosa”,  com letra de Ademir Ribeiro da Silva e Jorge Cypriano Alves  e música de José Ribamar Serra e Silva, foi executado pela primeira vez no dia 29 de setembro de 1988, Dia do Policial.

## Controvérsias

### Violência

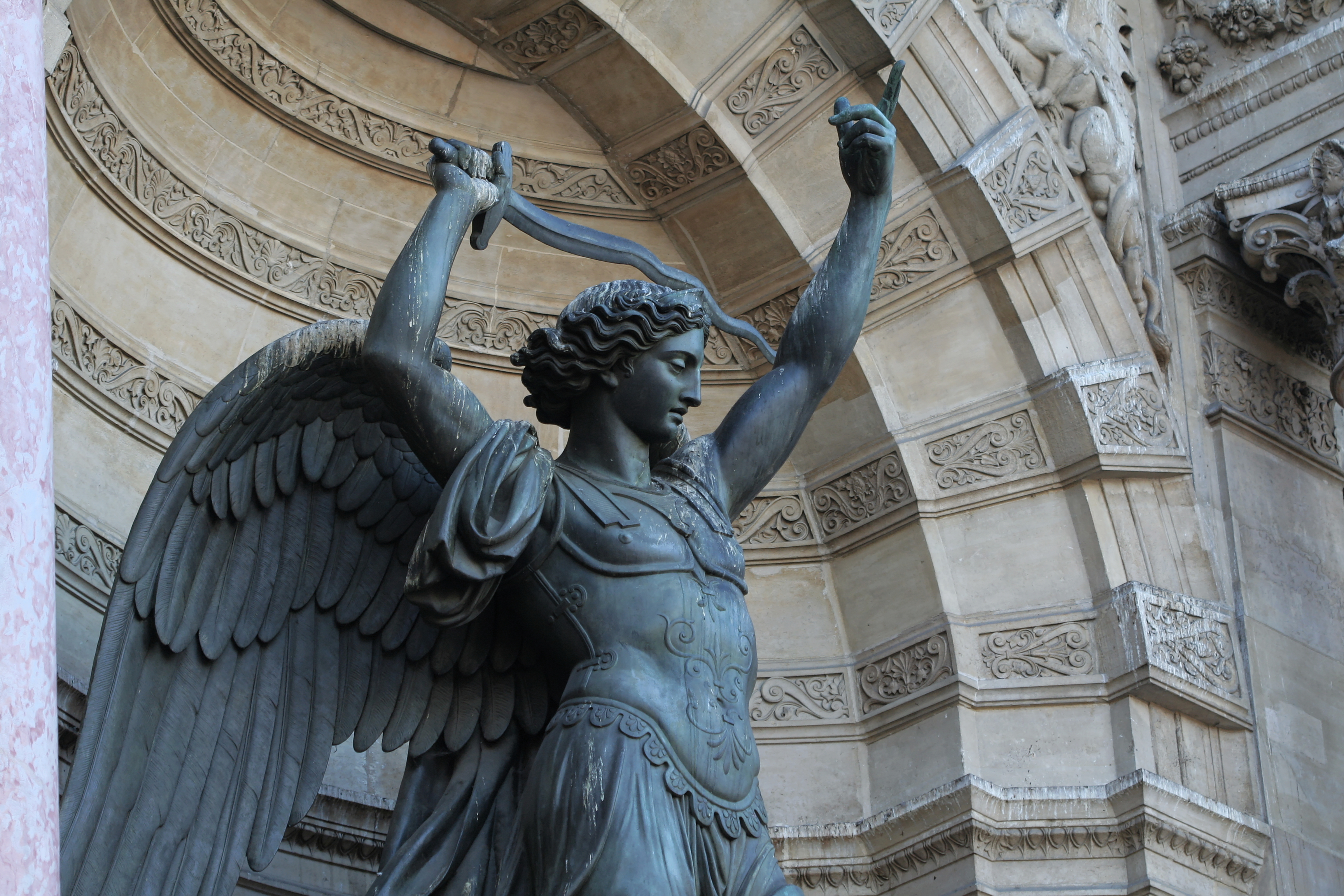
Arcanjo Miguel - padroeiro da Polícia Civil.

De acordo com dados do 9º Anuário de Segurança Pública, publicado pelo Fórum Brasileiro de Segurança Pública (FBSP) em outubro de 2015, as forças policiais do Rio de Janeiro são as mais letais do Brasil. De acordo com estimativas de 2014, a cada 100 mil habitantes do estado, 3,5 pessoas morreram por conta de algum tipo de intervenção policial. Os estados de Amapá (3,3), Alagoas (2,3), São Paulo (2,1) e Pará (1,9) aparecem na sequência.
A Organização das Nações Unidas (ONU) apontou que a polícia em geral mata cinco pessoas por dia no Brasil, em um cenário cujos principais alvos são homens jovens e negros.
A Polícia Civil do Rio de Janeiro também foi alvo de duras críticas quando da realização de operação durante a pandemia, que resultou na morte de 29 pessoas na comunidade do Jacarezinho, bairro pobre da Zona Norte da cidade do Rio de Janeiro. O ocorrido se deu, ainda, em afronta à decisão do Supremo Tribunal Federal (STF) para evitar a realização dessa atividade, as quais deveriam ocorrer somente em casos excepcionais, tendo a legalidade dela sido questionada por defensores dos direitos humanos.

### Corrupção
Registros desse tipo de crime vêm de longa data em relação à Polícia Civil fluminense, sendo o mais antigo que se tem conhecimento o primeiro samba gravado "Pelo Telefone", que relata uma troça sobre o então chefe de polícia Aurelino Leal, que teria dado uma ordem por escrito aos seus subordinados para avisar antecipadamente aos infratores da lei sobre qualquer operação contra jogos de azar que ocorressem na então capital federal. 
Já nos últimos anos, têm sido relatados situações mais complexas envolvendo os membros desta força policial, os quais são apontados em diversos esquemas de concussão, corrupção passiva, formação de quadrilha e usurpação de função pública. Um dos membros da cúpula da corporação foi condenado a quase 100 anos de prisão, acusado de lavagem de dinheiro.
Um caso de denúncia de corrupção vindo de um ex-membro desta polícia - responsável por seu Instituto Médico Legal - foi tornado público e seu autor relatou as ameaças à sua vida que sofreu.
Entre os casos de maior repercussão estão Álvaro Lins, ex-chefe da Polícia Civil durante os governos de Anthony e Rosinha Garotinho e deputado estadual preso pela Polícia Federal (PF) acusado de lavagem de dinheiro, formação de quadrilha armada, corrupção passiva e facilitação de contrabando. Em 2014, o mesmo foi condenado a 28 anos de prisão, porém continuou com as atividades políticas.
Quanto a esse fato, o Diário Oficial do Estado do Rio de Janeiro, de 23 de outubro de 2024, publicou a reintegração à instituição do delegado Álvaro Lins, deferida após revisão administrativa do Governo do Estado, fundamentada em anterior decisão do Supremo Tribunal Federal.
A "Operação Guilhotina", levada a cabo pela PF com a intenção de prender policiais civis da cúpula da corporação, milicianos e traficantes de drogas, chegando a ocorrer a saída do Chefe de Polícia Alan Turnowski, com o então secretário de Segurança José Mariano Beltrame do estado dado entrevistas desabonando a conduta de seu ex-subordinado, situação que, inexplicavelmente se reverteu no dia seguinte, possivelmente após declarações do ex-chefe de polícia contra o Beltrame e o governador Sérgio Cabral Filho e a possível relação destes com o jogo do bicho. Meses depois, Turnowski foi nomeado como coordenador de operações antiterrorismo na Companhia Estadual de Águas e Esgoto (CEDAE).

### Caso Marielle Franco
Em novembro de 2018, a divisão de homicídios da Polícia Civil e o Ministério Público estadual entraram com processo judicial pedindo que a TV Globo fosse proibida de divulgar qualquer informação do inquérito policial que apura os assassinatos da vereadora Marielle Franco e do motorista Anderson Gomes. Gustavo Gomes Kalil, juiz da quarta vara criminal do Rio de Janeiro aceitou o pedido, argumentando que a TV Globo vazava conteúdo dos autos de forma "prejudicial", expondo dados das investigações e das testemunhas. A Associação Brasileira de Jornalismo Investigativo (Abraji) considerou que a decisão do juiz viola o direito dos brasileiros à livre circulação de informações de interesse público.
Em março de 2024, a Polícia Federal efetuou a prisão de Domingos Brazão, conselheiro do Tribunal de Contas do Estado, e do deputado federal Chiquinho Brazão – ambos acusados de serem os mandantes da morte da ex-parlamentar e do seu motorista – e dos delegados Giniton Lages e Rivaldo Barbosa – acusados de terem atuado para acobertar os mandantes, obstruindo a justiça, colaborando ativamente na construção do plano de execução e assegurando que não haveria atuação repressiva por parte da Polícia Civil.

## Avanços institucionais

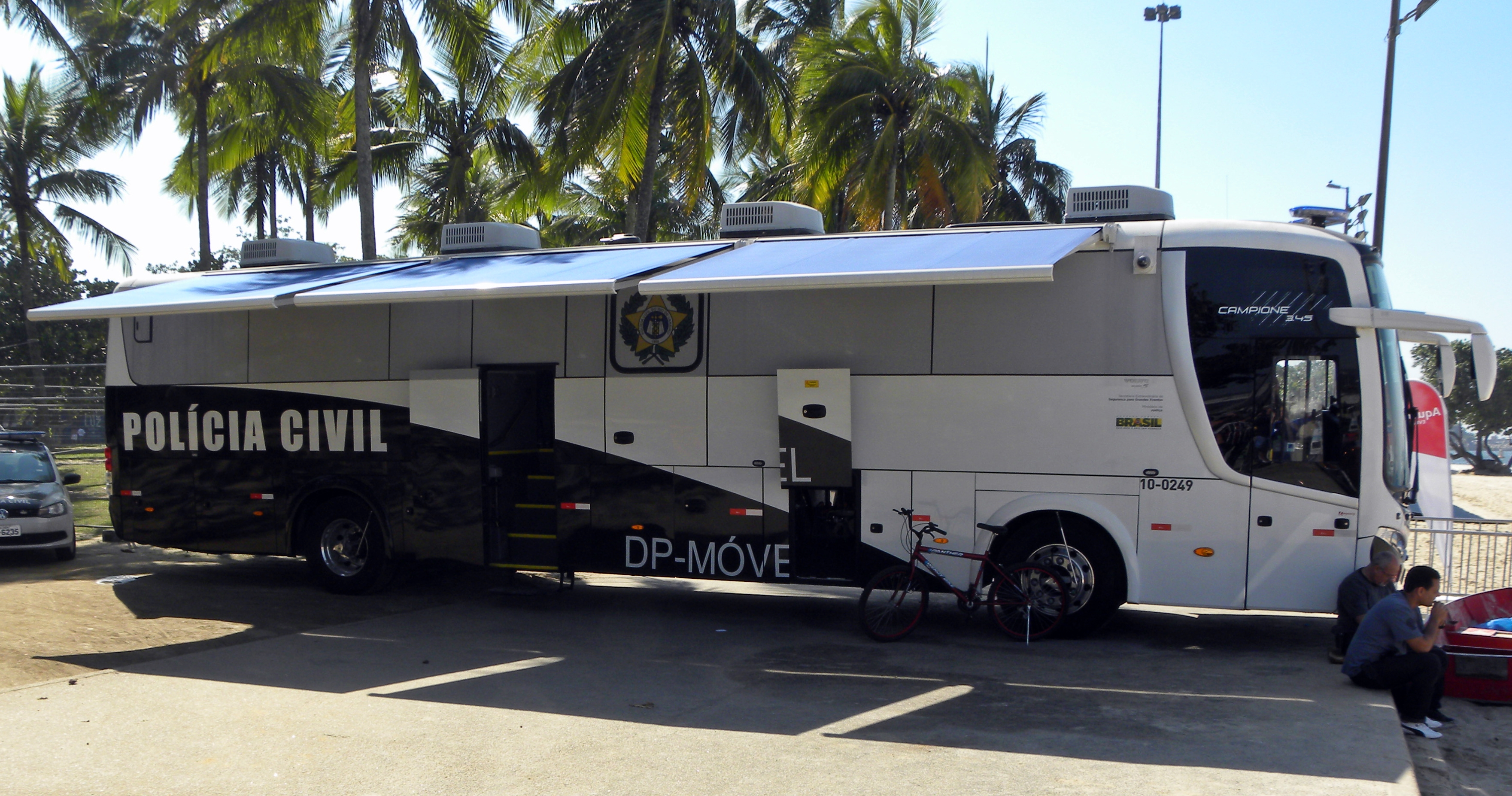
Delegacia Móvel da Polícia Civil do Rio de Janeiro

A Polícia Civil do Estado do Rio de Janeiro tem desenvolvido nos últimos anos uma série de atividades e serviços de forma a melhor atender às suas finalidades e melhor aproximar-se da sociedade. O programa Papo de Responsa, criado pela Resolução SESEG nº 619/2012, visa a promoção de ações de prevenção à violência através do diálogo com crianças e jovens, bem como com outros grupos: lideranças comunitárias, gestores públicos e educadores abordando principalmente o uso das drogas.
A proteção contra a intolerância religiosa tornou-se um dos objetivos prioritários da instituição, constituindo-se em 2012 grupo permanente de trabalho destinado a assegurar proteção à liberdade de culto, criado diante das ameaças que ocorriam ao livre exercício dos cultos afro-brasileiros como a umbanda e o candomblé.
Dando prosseguimento à experiência bem sucedida das delegacias especializadas de proteção e atendimento a segmentos sociais minoritários ou vulneráveis a Polícia Civil, criou a Delegacia da Criança Vítima – DECAV e a Delegacia de Proteção à Terceira Idade – DEAPTI. A Delegacia de Descoberta de Paradeiros – DDPA, também surgiu, recentemente, em razão da relevância dos seus objetivos.

### Legislação
- Constituição da República Federativa do Brasil, de 1988
- Lei nº 3.586, de 21/06/2001 - Reorganiza as carreiras policiais
- Decreto nº 45.222, de 16/04/2015 - Estrutura a Polícia Civil do Estado do Rio de Janeiro
- Decreto nº 10.891, de 22/12/1987 - Cria a Bandeira da Polícia Civil do Estado do Rio de Janeiro - publicado no Diário Oficial de 23/12/1988, página 4.